# Ponza (ö)

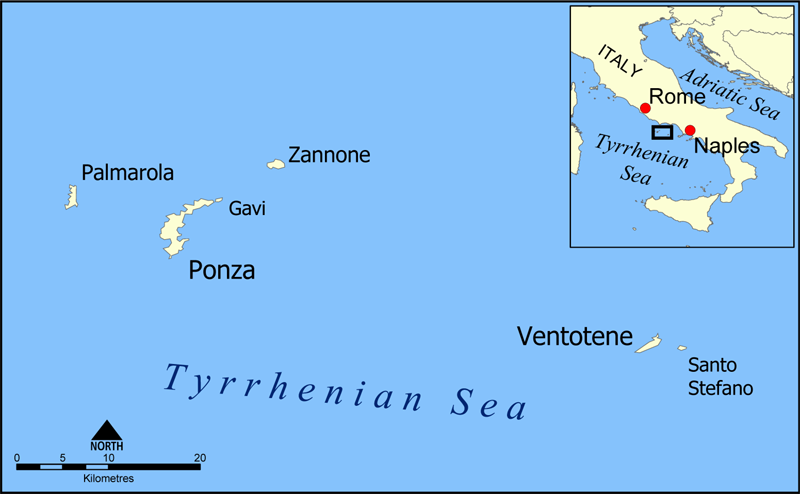
Pontinska öarna.

Ponza är den största av de Pontinska öarna, belägna i Tyrrenska havet utanför Italiens västkust. Bland öns sevärdheter återfinns den botaniska trädgården och Pilatus grottor.